# Rue de l'Amblève (Liège)
Pour les articles homonymes, voir Rue de l'Amblève.
La rue de l'Amblève est une rue liégeoise qui va de l'avenue Reine Élisabeth et de sa place au quai des Ardennes.

## Odonymie
La rue prend le nom d'un des affluents de l'Ourthe, lui-même affluent de la Meuse. Cette rivière coule entièrement en province liégeoise et se jette dans l'Ourthe à Comblain-au-Pont.

## Situation et description
Cette artère se situe dans le quartier des Vennes. Longue d'environ 85 m, la rue compte une dizaine d'immeubles à appartements d'un certain style. Au nord de la rue se trouve une place tandis qu'au sud se trouve l'Ourthe.

## Architecture et urbanisme
La rue est bordée par des immeubles à appartements typiques des années 1920 aux années 1940 de styles Art déco et Modernisme.